# Everytime
Everytime è un singolo della cantante statunitense Britney Spears, pubblicato il 10 maggio 2004 come terzo estratto dal quarto album in studio In the Zone. 
Il brano è stato scritto e composto dalla stessa artista insieme a Annet Artani. 

## Descrizione
Everytime è una ballata pop con dei vocalizzi sospirati. Il testo è una richiesta di perdono per il male inflitto inavvertitamente al proprio ex. È stata accolta positivamente dalla critica, che si è complimentata per il testo semplice e per la sensazione di calma che regala la canzone in confronto alla maggior parte delle tracce di In the Zone. 
Everytime ha avuto un buon successo, raggiungendo la vetta nelle classifiche dell'Australia, Ungheria, Irlanda e Regno Unito. Negli Stati Uniti ha raggiunto la quindicesima posizione ed è stata certificata disco d'oro. Sono state realizzate varie cover del brano da parte di cantanti come Glen Hansard, Jackie Evancho, Kelly Clarkson e Cher Lloyd. Il branno venne inserito anche nel film del 2012 Spring Breakers - Una vacanza da sballo.

## Produzione

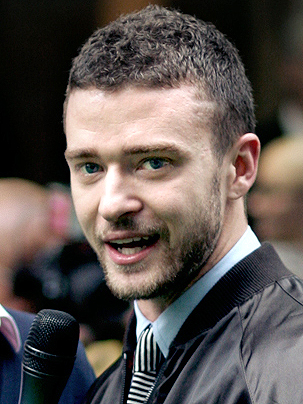
Dopo la sua diffusione la canzone fu interpretata come risposta al singolo Cry Me a River del cantante Justin Timberlake.

La relazione tra la cantante e Justin Timberlake, finì nel 2002 dopo mesi di speculazioni da parte dei media. Nel novembre 2002, Timberlake pubblicò Cry Me a River come secondo singolo dal suo album di debutto da solista. Nel video musicale viene mostrata una sosia della Spears, andando ad alimentare le voci sull'infedeltà della cantante. Cry Me a River è spesso considerato come il singolo che ha portato l'album nelle classifiche mondiali. Nel settembre 2001, Annet Artani accettò di diventare una corista per il tour Dream Within a Dream Tour della Spears. Le sue interazioni con la Spears durante la maggior parte del tour si sono limitate a piccole conversazioni in palestra e per i vocalizzi. Nel 2002 Artani aveva iniziato una relazione con il direttore musicale degli spettacoli, tuttavia proseguì degenerandosi durante la fine del tour. Prima dell'ultima data a Città del Messico, Spears la chiamò e le chiese della relazione. Artani le disse che stavano per rompere, e la Spears rispose: «Non ti preoccupare, stai per uscire con me». Dopo la fine del tour, Spears e Artani maturarono un sincero rapporto di amicizia. Secondo Artani, il loro rapporto è maturato grazie alle loro esperienze romantiche di quei tempi. Ha spiegato: «Fondamentalmente, ci siamo commiserate perché, in quel momento, aveva rotto con Justin Timberlake. Io invece stavo rompendo con questo ragazzo, così sentimmo di avere bisogno l'una dell'altra.» Artani restò in casa della Spears per alcune settimane, durante le quali hanno iniziato a scrivere canzoni al pianoforte. Poco dopo, partirono per dirigersi al Lago di Como in Lombardia. Artani ha aggiunto: «Eravamo solo io e lei, il suo stilista e Felicia, e avevamo questa lussuosa casa tutta per noi, nella quale c'era anche un pianoforte».
Annet Artani ha più volte ha ripetuto in diverse interviste radiofoniche che Everytime fu scritta in larga parte come risposta a Cry Me a River. Artani diceva: «Justin si faceva sempre più intimo. Qui Britney ha assunto un tipo diverso di immagine, e lui stava davvero svelando alcune cose che probabilmente lei non avrebbe voluto rendere note, tantomeno di fronte a sua sorella... Ricordo che sua sorella ne rimase mortificata. Sono sicura che l'ha ferita molto». Everytime fu registrata ai Conway Studios di Los Angeles e mixata nel Frou Frou Central di Londra. In un'intervista concessa a Hip Online, la Spears ha parlato dei tempi di registrazione, dicendo:
Everytime è stata una delle prime canzoni ad essere completate per In the Zone, e fu presentata in anteprima il 30 maggio 2003, da Philippe Quddus di MTV al Battery Studios di New York. Il brano è stato registrato presso l'US Copyright Office il 26 aprile 2003 sotto il titolo Everytime I Try. La Spears confessò in un'intervista che Everytime è la canzone più personale dell'album insieme a Touch of My Hand, dicendo: «È una delle canzoni che, quando si sente, è come se stessi andando in paradiso. In qualche modo ti porta lontano. È come se ti conducesse in uno stato di coscienza molto piacevole, penso.»

## Composizione
Everytime è una ballata pop. Comincia con un'introduzione al pianoforte che accompagna la voce sospirata della Spears, le cui intensità cambiano per tutta la durata della canzone. Secondo la partitura pubblicata su Musicnotes.com da Universal Music Publishing Group, Everytime è composta in chiave di Mi♭ maggiore, con un ritmo di 110 battiti al minuto. Il testo di Everytime è una richiesta di perdono per il male inflitto inavvertitamente al proprio ex. Nella canzone, la cantante spiega che non si sente in grado di continuare senza di lui, un esempio è il ritornello: Everytime I try to fly I fall/ Without my wings. I feel so small. Jennifer Vineyard di MTV paragonò liricamente il brano ad un'altra ballata di In the Zone, Shadow, in quanto entrambi parlano «di come i ricordi di un ex possono ancora riapparire dopo che se n'è andato». Durante la stessa intervista, la Spears ha affermato che Everytime, «parla di un cuore spezzato, del tuo primo amore, il tuo primo vero amore. Questo può riguardare chiunque, perché tutti hanno avuto quel primo amore con il quale pensi di passare tutta la vita». Quando durante un'intervista con Diane Sawyer di PrimeTime, le è stato chiesto se il brano era dedicato a Timberlake, lei rispose: «Lascio che sia la canzone a parlare per me».

## Accoglienza

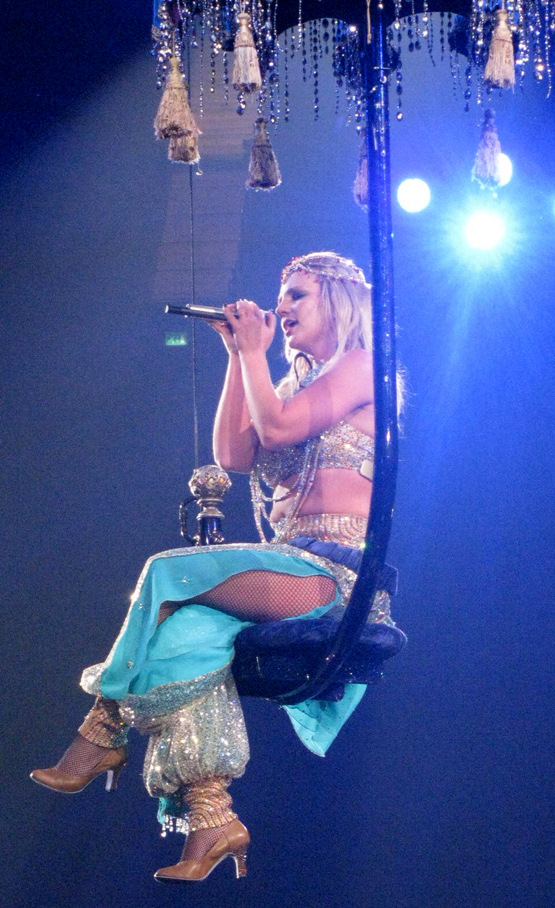
Britney Spears mentre si esibisce con il brano durante il tour The Circus: Starring Britney Spears, a Londra.

In seguito alla sua diffusione la canzone è stata acclamata dalla critica, che ha lodato la cantante per le doti vocali e cantautorali. Gavin Mueller della rivista Stylus ritiene che Everytime sia il miglior brano di In the Zone, spiegando «è solo una ballata, semplice ma efficace». Ali Fenwick della Johns Hopkins News-Letter si è complimentato anch'esso per l'abilità cantautorale, e ha aggiunto: «La canzone mostra un barlume di talento che si nasconde dietro alle robotiche parti vocali realizzate con il sintetizzatore del resto dell'album». Christy Lemire di msnbc.com ha definito il brano la migliore ballata di Greatest Hits: My Prerogative. Linda McGee di RTÉ.ie ha detto che insieme a Brave New Girl, sono «nella loro individualità, impressionanti» ma che considerandole nell'album ne interrompono l'armonia. William Shaw di Blender ha detto che anche se Everytime non è la sua più grande ballata, il testo è «certamente il più sincero».

## Successo commerciale

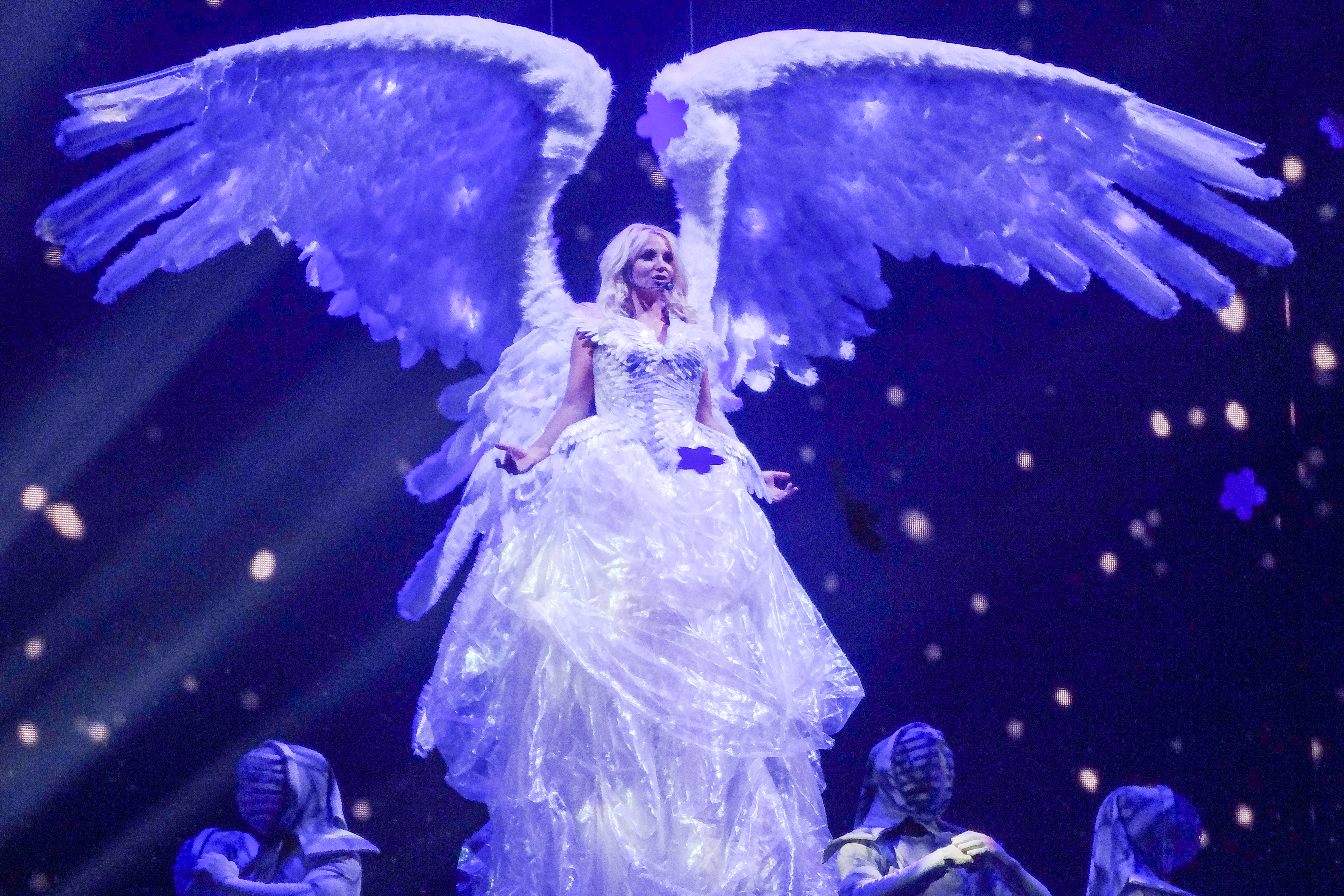
La Spears durante un'esibizione del brano nella residency Britney: Piece of Me del 2014.

Il 22 maggio 2004 Everytime ha debuttato alla posizione 61 della classifica statunitense, diventando il «più alto debutto» della settimana. Il 3 luglio 2004, ha raggiunto la posizione numero 15 ed è rimasto stabile in quella posizione per quattro settimane. La canzone ha raggiunto la posizione numero 4 nella categoria Pop Songs di Billboard, la numero 17 e il numero 25 rispettivamente nelle categorie Hot Dance Club Songs e Adult Pop Songs. Il 18 novembre 2004, il brano venne certificato disco d'oro dalla Recording Industry Association of America (RIAA), per le 500 000 copie vendute. A partire da luglio 2010, Everytime ha venduto 469 000 copie digitali negli Stati Uniti. Nello stesso periodo la canzone ha raggiunto la posizione numero 2 nella classifica canadese.
In Australia, Everytime ha debuttato alla posizione numero uno nella settimana del 28 giugno 2004, diventando il «più alto debutto». Ha ricevuto una certificazione oro dalla Australian Recording Industry Association (ARIA) per le 35 000 copie vendute. Il 20 giugno 2004, la canzone ha debuttato alla numero uno nel Regno Unito, divenendo il suo secondo singolo consecutivo estratto da In the Zone a raggiungere la vetta in quella classifica. Secondo The Official Charts Company, la canzone ha venduto 270 000 copie solo in quel paese. Everytime è stato un successo anche a livello mondiale, poiché raggiunse la vetta nella classifica dell'Ungheria, si piazzò alla numero due in Francia, alla numero tre in Svezia e raggiunse le prime cinque posizioni in Austria, Belgio (Fiandre e Vallonia), Repubblica Ceca, Danimarca, Germania, Norvegia e Paesi Bassi.

## Video musicale

### Produzione e pubblicazione
Il 9 marzo 2004 è stata pubblicata online un'anteprima del video. Dopo qualche giorno il video fu criticato pesantemente da alcune organizzazioni inglesi e americane. La direttrice della Kidscape, Michele Elliott lo definì: «È assolutamente scandaloso, totalmente irresponsabile, completamente stupido. Se un solo bambino seguisse il suo esempio, lei ne sarà la responsabile. Che le è saltato in mente?» Ha anche affermato che l'uscita di questo video potrebbe far aumentare il tasso di suicidio, paragonandolo alla morte della attrice Marilyn Monroe nell'agosto del 1962.
La prima del video è avvenuta su Total Request Live il 12 aprile 2004. La cantante quel giorno ha chiamato il programma e ha spiegato il significato del video. Ha aggiunto: «È più come un film, diverso da qualunque cosa io abbia mai fatto. È oscuro, e mi mostra sotto un'altra luce. Ovviamente tornerò a fare video dance!». Un'alternativa a questo video è stata pubblicata nel 2004, ed è contenuta nel DVD Greatest Hits: My Prerogative; in questa versione del video la cantante intona il brano solamente nel corridoio bianco che è anche visibile nella versione originale del video.
Il 29 agosto 2018 il video raggiunge cento milioni di visualizzazioni su YouTube.

### Sinossi
Il video è stato diretto da David LaChapelle e ha partecipato l'attore Stephen Dorff, che interpreta il fidanzato della cantante.
Ispirato al film Via da Las Vegas, il video vede la cantante, nel ruolo di una popstar, seduta insieme a Stephen su un'auto lussuosa, acclamata dai fan che la seguono. Lei esce e i paparazzi scattano ancora di più e uno di questi colpisce Britney sulla testa, facendola quasi cadere. Quando i due arrivano in un'edicola vicino a casa, Stephen prende delle riviste su Britney e le lancia contro i paparazzi, tra cui uno davanti a sé che vuole scattare una foto alla cantante.
Una delle guardie del corpo la fa andare in un magazzino e la popstar, per tutta risposta, lo spinge all'indietro, andandosene. Mentre tornano a casa passando per un corridoio bianco, i due cominciano a litigare e lui prende a calci una pila di scatoloni di cartone. La lite prosegue quando Britney e Stephen tornano a casa; lei getta sul divano la borsetta, mentre lui la segue continuando a litigare. A questo punto lui cerca di abbracciare Britney, ma lei lo scansa, così Dorff lancia contro un muro un vaso di rose e la star, scandalizzata, se ne va in bagno e, dopo essersi spogliata, si immerge nella vasca, mentre il giovane, rimasto nell'altra stanza, si sfila la t-shirt e prende a calci il tavolino della camera. Britney, dopo qualche minuto che è entrata nella vasca, sente una strana fitta dietro il cranio, e controlla appoggiandovi la mano. Scopre così che il colpo che le aveva dato il paparazzo le aveva provocato una profonda ferita alla testa e perde i sensi, annegando nella vasca.
Stephen poco dopo entra in bagno e, scoprendo la ragazza in quello stato, cerca di rianimarla e la fa portare con un'ambulanza in ospedale, mentre un'altra Britney, vestita soltanto con una camicia bianca e con i capelli bagnati, corre in un corridoio completamente bianco, e assiste prima ai tentativi dei medici di rianimare se stessa, senza risultati e infine al parto di una giovane donna che dà alla luce una bimba, rappresentante la sua reincarnazione.
Nel bianco Britney poi si dissolve e scompare, sostituita dall'immagine della popstar che esce dall'acqua della vasca sorridente e vitale, alternandosi alla luce bianca che si frappone su di essa. L'idea originaria prevedeva che la protagonista morisse di overdose, ma la trama è stata cambiata dopo aver ricevuto critiche negative da parte di organizzazioni come la Kidscape, che l'ha percepita come un'incitazione al suicidio. 

### Critica
I critici hanno notato all'interno del video dei riferimenti religiosi a film come La Passione di Cristo, alla Cabala ebraica, alla Reincarnazione e alle stigmati. Eva Marie Everson ha scritto che il video musicale ha mostrato com'è la realtà «dietro lo sfarzo e il glamour». Dominic Fox ha commentato: «Il video di Everytime presenta un'indecisione esistenziale, di una fuga con lo scopo di suicidarsi, in cui la cantante immagina la propria morte». Rivedendo il video musicale del 2009 per il suo singolo If U Seek Amy, James Montgomery di MTV denominò il video di Everytime «sottovalutato». Rolling Stone nel loro articolo del 2009 Britney Spears: The Complete Video Guide, ha definito il video «terribilmente profetico e deprimente» e ha aggiunto che il videoclip prefigura la lotta della Spears con la fama e l'instabilità mentale nel corso del 2007 e il 2008.

## Esibizioni dal vivo
Il 18 ottobre 2003 Everytime venne eseguito da Spears al Saturday Night Live. Venne inoltre eseguito nel Britney Spears: In the Zone, uno speciale trasmesso dalla ABC il 17 novembre dello stesso anno. Il brano è stato anche incluso nelle scalette dei suoi tour The Onyx Hotel Tour, The Circus: Starring Britney Spears (originariamente non inclusa ma aggiunta a sorpresa) e della residency Britney: Piece of Me. Everytime venne cantata dall'artista a Top of the Pops il 5 agosto 2004.

## Cover

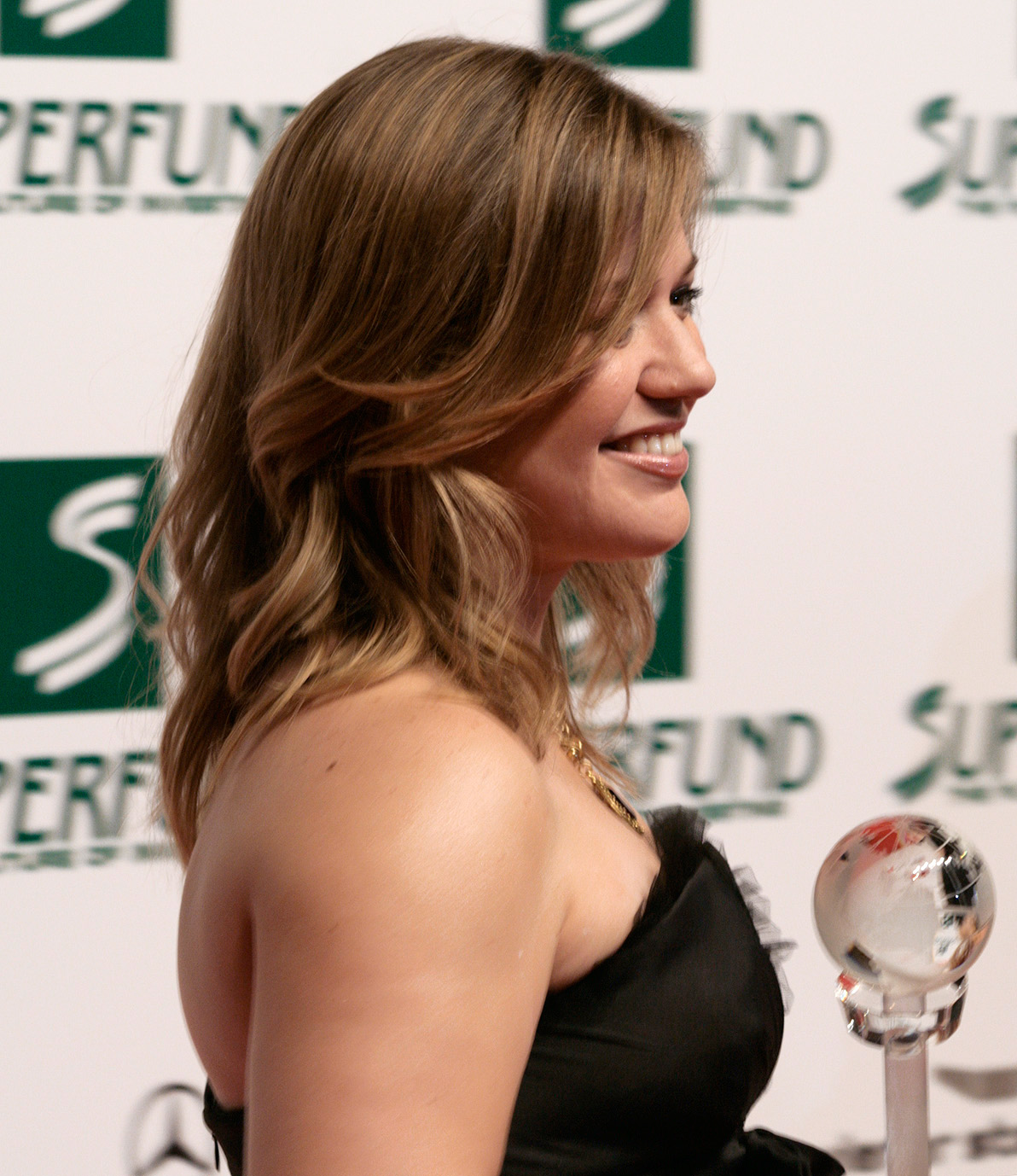
La cantante statunitense Kelly Clarkson, che eseguì una cover di Everytime durante il suo Stronger Tour.

Everytime è stata reinterpretata da Glen Hansard della band irlandese The Frames. La cover, è stata registrata durante uno show dal vivo al Today FM e inclusa nella compilation del 2004, Even Better that the Real Thing Vol. 2. È stata inoltre reinterpretata in mandarino dalla girl-band taiwanese S.H.E e inclusa nel loro album in studio Encore (2004). La loro versione è stata rinominata Bié Shuō Duìbùqǐ (別說對不起 Dont' Say Sorry). La cantante pop rock americana Sally Maer ha realizzato una cover di Everytime che poi venne inclusa nel suo album in studio Bed of Roses (2008). Fu reinterpretata anche dalla post-hardcore band scozzese Yashin per il loro album di debutto del 2010 Put Your Hands Where I Can See Them. Everytime è stata utilizzata nel 2009 durante la produzione irlandese del gioco del 1986, The Seagull. Jackie Evancho reinterpretò la canzone per il suo album di debutto Prelude to a Dream (2009). Il 19 agosto 2010, la sua versione ha debuttato alla numero tre nella classifica Billboard Classical Digital Songs. La cantante inglese Cher Lloyd ha reinterpretato la canzone in diretta nella versione inglese di X-Factor nel 2010.

Nel 2012 la cantante Kelly Clarkson ha fatto una cover della canzone nel suo Stronger Tour. Britney in seguito si è congratulata e ha ringraziato Kelly tramite Facebook e Twitter. Il brano è stato anche usato per il film Spring Breakers - Una vacanza da sballo (2012), diretto da Harmony Korine. A proposito del brano Korine disse: 

## Tracce
CD singolo inglese (82876 626202)
1. Everytime — 3:53
2. Everytime (Hi-Bias Radio Remix) — 3:29
3. Everytime (Above & Beyond Radio Mix) — 3:47
4. Everytime (The Scumfrog Vocal Mix) — 9:53

DVD singolo inglese (82876 626209)
1. Everytime (Video) — 4:09
2. Breathe on Me Live From Britney Spears CD:UK Special Video — 3:54

12" vinile inglese (82876 626201)
- Lato A:

1. Everytime (Hi-Bias Radio Remix) — 3:29
2. Everytime [Above & Beyond Radio Mix] — 3:47

- Lato B:

1. Everytime (The Scumfrog Vocal Mix) — 9:53

CD 1 europeo (82876 615572)
1. Everytime — 3:53
2. Everytime (Hi-Bias Radio Remix) — 3:29
3. Everytime (Above & Beyond Radio Mix) — 3:47
4. Everytime (The Scumfrog Vocal Mix) — 9:53

CD 2 europeo (Edizione limitata) (82876 647342)
1. Everytime — 3:53
2. Everytime (Hi-Bias Radio Remix) — 3:29
3. Everytime (Above & Beyond Radio Mix) — 3:47
4. Don't Hang Up — 4:02

CD singolo giapponese (BVCQ-29603)
1. Everytime — 3:53
2. Everytime (Hi-Bias Radio Remix) — 3:29
3. Everytime (Above & Beyond Radio Mix) — 3:47
4. Everytime (The Scumfrog Vocal Mix) — 9:53

CD promozionale americano (JDJ-605202)
1. Everytime — 3:53

12" vinile americano (JDAB-624871)
- Lato A:

1. Everytime (The Scumfrog Vocal Mix) — 9:53
2. Everytime (Valentin Remix) — 3:25

- Lato B:

1. Everytime (Above & Beyond's Club Mix) — 8:46
2. Everytime (Dr. Octavo's Translucent Mixshow Edit) — 5:1 5

The Singles Collection Boxset Single
1. Everytime — 3:50
2. Everytime (Above & Beyond Club Mix) — 8:46

## Formazione
- Britney Spears – voce, autrice, co-produttrice[15]
- Annette Artani – autrice
- Guy Sigsworth – produttore, tutti i strumenti
- Sean McGhee –  mixer

## Riconoscimenti
Vinto - Teen Choice Awards: Miglior canzone d'amore

## Classifiche

### Classifiche settimanali
| Classifica (2004) | Posizione massima |
| ----------------- | ----------------- |
| Australia         | 1                 |
| Austria           | 4                 |
| Belgio (Fiandre)  | 4                 |
| Belgio (Vallonia) | 5                 |
| Canada            | 2                 |
| Danimarca         | 5                 |
| Finlandia         | 18                |
| Francia           | 2                 |
| Germania          | 4                 |
| Grecia            | 15                |
| Irlanda           | 1                 |
| Norvegia          | 3                 |
| Paesi Bassi       | 4                 |
| Regno Unito       | 1                 |
| Repubblica Ceca   | 6                 |
| Stati Uniti       | 15                |
| Svezia            | 3                 |
| Svizzera          | 7                 |

### Classifiche di fine anno
| Classifica (2004) | Posizione |
| ----------------- | --------- |
| Australia         | 72        |
| Austria           | 12        |
| Belgio (Friande)  | 24        |
| Belgio (Vallonia) | 21        |
| Regno Unito       | 18        |
| Svizzera          | 18        |
| Stati Uniti       | 83        |